# Islas Aleutianas
Las islas Aleutianas (un nombre derivado del nombre propio de la etnia que las habitaba, «aleuti») es un archipiélago de islas volcánicas, una cadena de más de 300 pequeñas islas volcánicas que describen un amplio arco de unos 1900 km que va del sudoeste de Alaska (Estados Unidos) hasta la península de Kamchatka (Rusia). Las islas están situadas entre el mar de Bering, al norte, y el océano Pacífico septentrional, al sur.
El principal centro de población es Unalaska, en la isla del mismo nombre.
Casi todo el archipiélago es parte del estado de Alaska, aunque las más occidentales (islas del Comandante) forman parte de Rusia. Las islas están localizadas al norte del Cinturón de fuego del Pacífico y en ellas hay 57 volcanes.
Las islas tienen alrededor de 37.800 kilómetros cuadrados y unos 16.000 habitantes, siendo menos de la mitad esquimales aborígenes (aleutas).

## Geografía
Las islas Aleutianas, conocidas antes de 1867 como el archipiélago Catherine, se componen de los siguientes cinco grupos de islas o sub-archipiélagos, administradas por EE. UU.:
- Islas Fox, el archipiélago más oriental y con las mayores islas de las Aleutianas, con las islas, de oeste a este, de Umnak, Unalaska, Amaknak, Akutan, Akun, Unimak y Sanak.

- Islas de los Cuatro Volcanes, incluye, de oeste a este, las islas de Amukta, Chagulak, Yunaska, Herbert, Carlisle, Chuginadak, Uliaga e Isla Kagamil.

- Islas Andreanof, con 3.924,7 km² y una población total en el año 2000 de 412 personas. Está compuesto, de oeste a este, por las islas Gareloi, Tanaga, Kanaga, Adak, Kagalaska, Great Sitkin, Atka, Amlia y Seguam.

- Islas Rata, un conjunto de islas deshabitadas con una superficie de unos 934,6 km². Las islas más importantes son, de oeste a este, Kiska, Little Kiska, Segula, Rat o Kryssei, Khvostof, Davidof, Little Sitkin, Amchitka y Semisopochnoi.

- Islas Near, el archipiélago más pequeño y occidental, con las islas Attu y Agattu y el grupo de las islas Semichi (con las islas de Alaid, Hammerhead, Lotus, Nizki y Shemya).

Rusia, por su parte, ejerce soberanía sobre la parte occidental del archipiélago, a través de las islas del Comandante. 
Fisiográficamente, son una sección de la provincia más grande del Pacífico de Fronteras, que a su vez es parte del mayor sistema montañoso del Pacífico.

## Historia
Las islas fueron administradas por Rusia desde su descubrimiento en el siglo XVIII hasta su venta junto con el resto de Alaska a Estados Unidos en 1867.
Durante la Segunda Guerra Mundial, Japón invadió las islas de Attu y Kiska en 1942, de donde fue expulsado el año siguiente.